# Linha Hindenburg

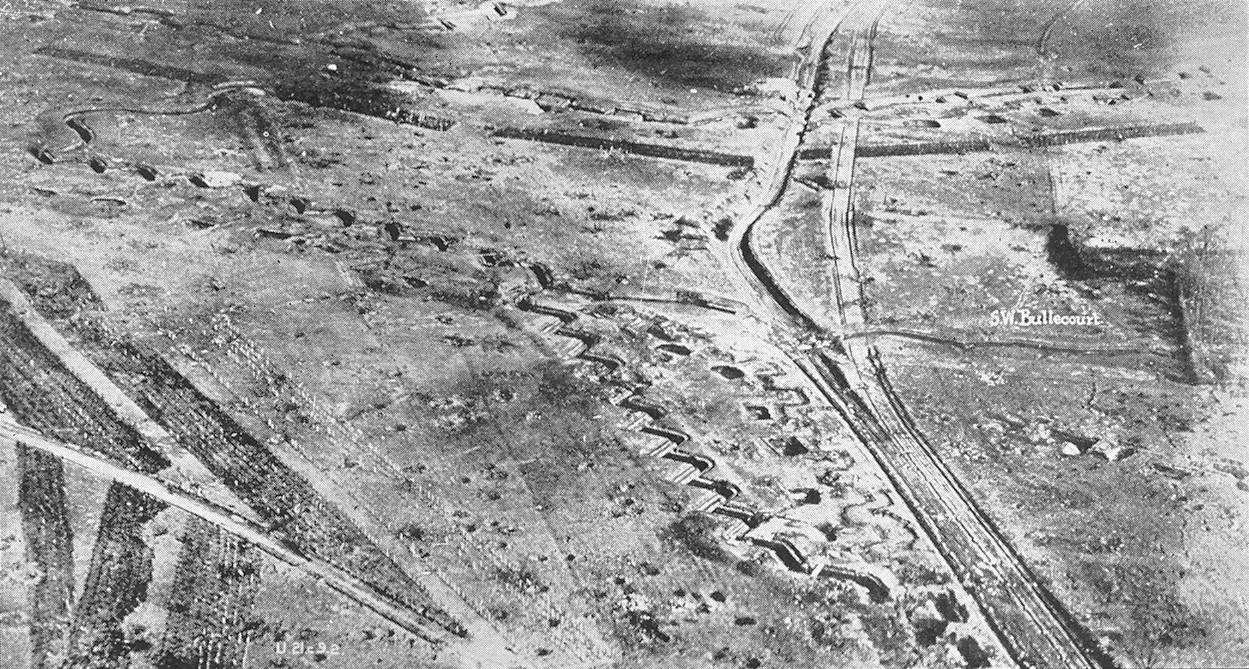
A Linha Hindenburg em Bullecourt, vista do céu em 1920.

A Linha Hindenburg foi um vasto sistema de defesa ao nordeste da França durante a Primeira Guerra Mundial, construído pelos alemães durante o inverno de 1916 para 1917. A linha estendia-se de Lens a Verdun.

## Visão Geral
A decisão de se construir a linha partiu do Marechal de campo Paul von Hindenburg e do General Erich Ludendorff, os quais estavam à frente do esforço de guerra alemão, em agosto de 1916, durante o estágio final da Batalha de Somme. A linha cruzava as rochas salientes da frente alemã, e então, abrigando-se nessas fortificações o exército alemão estaria resumindo à sua frente. O tamanho total do front foi reduzido em 50 km possibilitando aos alemães liberar 13 divisões para serviço na reserva. O entrincheiramento da linha começou em fevereiro de 1917, e o território entre o velho front e a nova linha foi devastado pela tática alemã terra queimada.

## Descrição

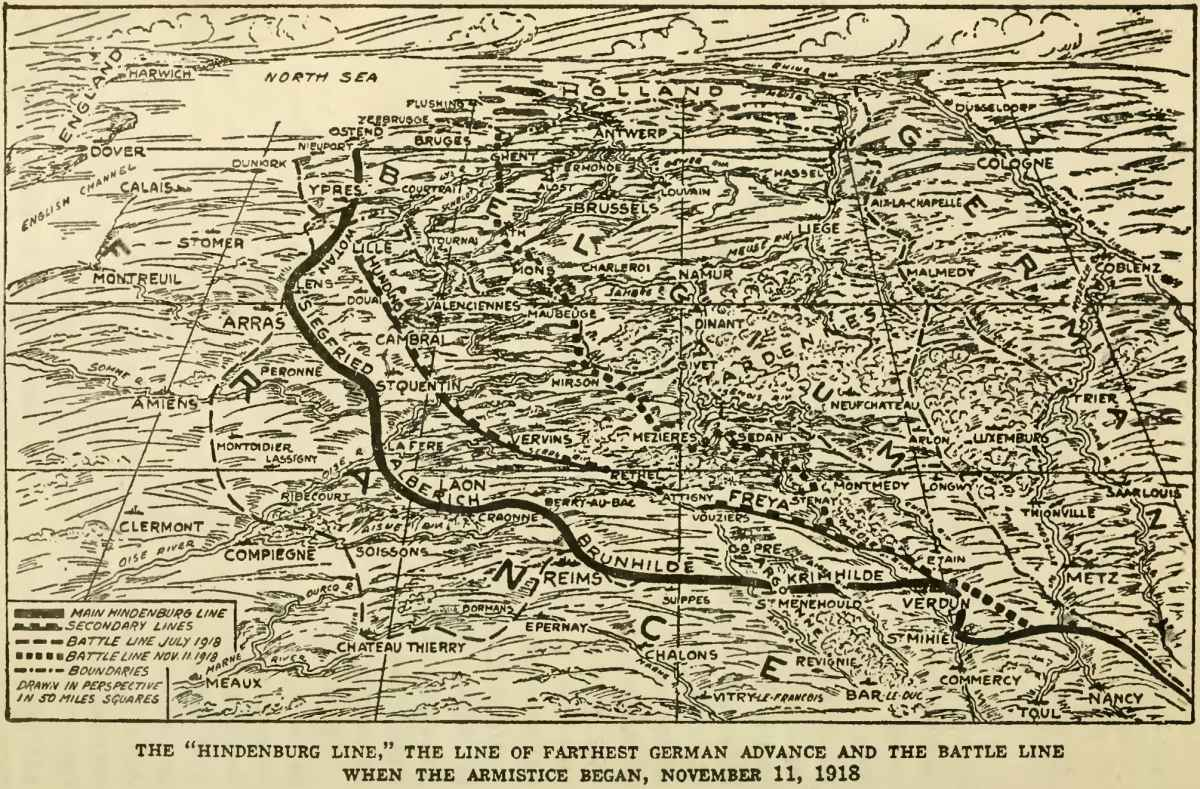
Perspectiva aérea no mapa mostrando os vários sistemas.

As fortificações incluem bunkers de concreto e metralhadoras fixas, pesadas malhas de arame farpado, túneis para tropas, profundas trincheiras, clareiras e postos de comando. Numa distância de 1 km do front das fortificações, era uma magra linha de postos avançados, que servem com propósitos comparáveis aos de escaramuçadores: tornando lento e rompendo o avanço inimigo. Além disso, vilarejos no front dos postos foram por vezes fortificados e usados como reforços para as defesas principais.
A linha foi subdividida em cinco áreas, nomeadas de norte a sul:
- Linha Wotan - perto de Lille para St Quentin;
- Linha Hindenburg -  (Note que difere da Linha Siegfried, construída nas fronteiras da Alemanha com a França para priorizar a Segunda Guerra Mundial) - perto de Arras para St Quentin;
- Linha Alberich;
- Linha Brunhilde  - Porção nordeste da Linha Hindenburg, e perto de Craonne para Riems;
- Linha Kriemhilde - A porção sudeste da Linha Hindenburg, e perto de Riems para Verdun.

(Nota: Havia uma extensão de "Linha Hunding" do sul para Verdun para Metz, chamado o "Linha Michel".)
Dessas áreas, a Linha Hindenburg foi considerada a mais forte.
O comando alemão acreditou que a nova linha era intransponível. Entretanto, foi temporariamente quebrada pela Batalha de Cambrai (1917) pelas forças Britânicas e Canadenses, incluindo tanques, e foi quebrada várias vezes durante a ofensiva dos 100 dias em setembro de 1918.

## O fim
Uma sequência de ofensivas aliadas começou com ataques dos exércitos norte-americano e francês em 26 de setembro de 1918 de Rheims ao Meuse, dois exércitos britânicos em Cambrai em 27 de setembro, exércitos britânicos, belgas e franceses em Flandres em 28 de setembro; em 29 de setembro, o Quarto Exército britânico (incluindo o II Corpo de Exército dos EUA) atacou a Linha Hindenburg de Holnon ao norte até Vendhuille, enquanto o Primeiro Exército francês atacou a área de St Quentin ao sul. O Terceiro Exército britânico atacou mais ao norte e cruzou o Canal du Nord em Masnières. Em nove dias, as forças britânicas, francesas e americanas cruzaram o Canal du Nord, romperam a Linha Hindenburg e fizeram 36 000 prisioneiros e 380 armas. As tropas alemãs estavam com falta de comida, tinham roupas e botas gastas e a retirada de volta para a Linha Hindenburg minou terminalmente seu moral. Os Aliados atacaram com esmagadora superioridade material, usando táticas de armas combinadas, com um método operacional unificado e atingiram um ritmo elevado.
Em 4 de outubro, o governo alemão solicitou um armistício e, em 8 de outubro, os exércitos alemães receberam ordens de se retirar do restante da Siegfriedstellung (Linha Hindenburg).